# ヨーン・エーケ
ヨーン・エーケ (John Wicktor Eke、1886年3月12日- 1964年6月11日)は、スウェーデンの陸上競技選手。1912年ストックホルムオリンピックの金メダリストである。

## 経歴
エーケは、1912年ストックホルムオリンピックの個人と団体のクロスカントリーに出場。個人クロスカントリーでは、フィンランドのハンネス・コーレマイネン、スウェーデンのヒャルマル・アンデションに次いで銅メダルを獲得した。さらに、アンデションとヨセフ・テルンストレームとチームを組み挑んだクロスカントリー団体では、コーレマイネンら強豪がそろっていたフィンランドを下し金メダルを獲得した。